# چونگ جائه-وون
چونگ جائه-وون (انگلیسی: Chung Jae-won؛ زادهٔ ۲۱ ژوئن ۲۰۰۱) اسکیت‌باز سرعت اهل کره جنوبی است.
از افتخارات وی میتوان به کسب مدال نقره در بازی‌های المپیک زمستانی ۲۰۱۸ اشاره کرد.